# St Kiaran’s Church

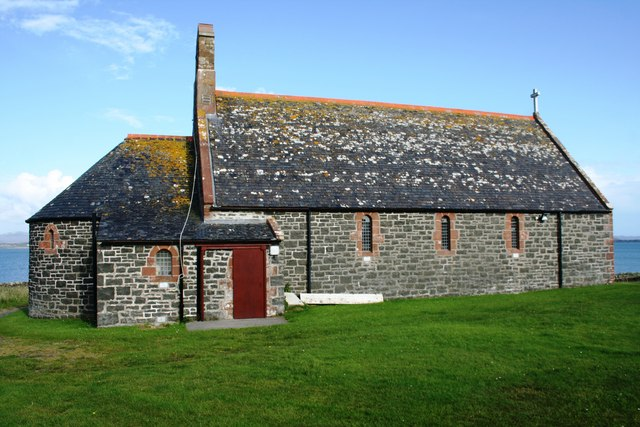
Rückseite der St Kiaran’s Church

St Kiaran’s Church, auch Kilchoman Parish Church, ist ein Kirchengebäude der presbyterianischen Church of Scotland zwischen den schottischen Ortschaften Port Charlotte und Bruichladdich auf der Hebrideninsel Islay. Es liegt westlich der A847, die Portnahaven mit Bridgend verbindet. Am 28. August 1980 wurde die St Kiaran’s Church in die britischen Denkmallisten in der Kategorie B aufgenommen. Dem Geistlichen steht das ebenfalls denkmalgeschützte Kilslevan House als Pfarrhaus zur Verfügung.

## Beschreibung
St Kiaran’s Church wurde zwischen 1897 und 1899 von Peter McGregor Chalmers geplant und gebaut. Zunächst war sie nach der Kilchoman Church nur Nebenkirche des Parish Kilchoman. 1962 wurde dann der Parish Kilchoman mit dem Parish Portnahaven zusammengelegt. Nachdem 1977 der letzte Gottesdienst in der Kilchoman Church abgehalten wurde, wurde St Kiaran’s Church Hauptkirche des Parish, der 2006 noch um den Parish Kilmeny erweitert wurde.
Das Kirchengebäude wurde im anglo-normannischen Stil aus behauenem Bruchstein erbaut. Rund um das Gebäude sind Bogenfenster in die Außenmauern eingelassen. Der Eingang befindet sich am Südende der Ostseite und wird von einem Giebeldach geschützt. An der Nordseite sitzt ein kleiner Glockenturm auf dem schiefergedeckten Satteldach. Das Kirchenschiff besitzt einen Mittelgang und endet an der erhöht gelegenen Apsis. Die Decke ist aus Holz gefertigt.